# Operatie Crackers
Operatie Crackers was een Britse commando-operatie tijdens de Tweede Wereldoorlog op een observatiepost in het Sognefjord in Noorwegen, ten noorden van Bergen. Zestien Britse en Noorse commando's zouden de operatie uitvoeren in de nacht van 23 en 24 februari 1943. Echter door ruwe zee konden zij niet aan land komen en werd de operatie afgelast. De operatie werd toen omgezet in een observatiepost welke duurde tot 3 maart 1943.